# Een gat in de grens
Een gat in de grens (1975) is een kinderboek van de Nederlandse schrijver Guus Kuijer. Het boek beschrijft de problemen van drie kinderen die proberen weg te lopen en naar het buitenland te ontsnappen. 

## Hoofdpersonen
- Jan Jaap (Jéjé) Jetse, 14 jaar. Jéjé is sinds 6 weken al vermist en is het brein en de plannenmaker van de groep. Hij woonde in Deventer, maar de reden waarom hij is weggelopen is onduidelijk.
- Luudwien Oudewater, 13 jaar. Ze is een stil maar ook eigenwijs meisje. Ze woonde in een tehuis voor moeilijk opvoedbare kinderen in Ketten en is weggelopen toen de leiding niet oplette.
- Arnold Veter, 15 jaar. Hij heeft diverse problemen: hij stottert, werd geslagen, en heeft het niet naar zijn zin op school. Hij woonde in Terborg.
- Huib Holleman is een typische riooljournalist. Hij is altijd op zoek naar een goed verhaal, maar interpreteert de begrippen 'waarheid' en 'persvrijheid' erg ruim.
- Annie, de verloofde van Huib Holleman.
- Dirk, een eenzame zwerver.

## Het verhaal
Jéjé, Arnold en Luudwien zijn weggelopen en wonen in een vervallen huisje bij Doetinchem. Ze willen naar het buitenland, maar ze hebben geld nodig voor onder andere voedsel. Ze bedenken het plan om hun verhaal te verkopen voor 500 gulden. Ze bellen De Volksbazuin, en het telefoontje komt uiteindelijk bij Huib Holleman terecht, een journalist die wel wat in het verhaal ziet maar er ook een handje van heeft mensen kapot te schrijven. Er wordt een afspraak gemaakt voor de overdracht van het geld in ruil voor het eerste deel van het verhaal van de kinderen. Huib Holleman gebruikt hiervoor Annie als koerier. Dit leidt er uiteindelijk toe dat ze sympathie voor de kinderen krijgt en inziet dat Huib haar gebruikt.
Na de overdracht blijkt een zwerver in het huisje te bivakkeren die niet weg wil. Het blijkt Dirk, een aan lager wal geraakte zanger, die hen uiteindelijk ontdekt en vriendschap met hen sluit. Rond dezelfde tijd komt het artikel in De Volksbazuin uit, en het blijkt dat Huib er een geheel eigen verhaal van heeft gemaakt. De kinderen worden als een stelende jeugdbende geportretteerd. Wat erger is: het artikel bevat een vrij accurate beschrijving van hun locatie. De kinderen schrikken ervan dat Huib blijkbaar heeft achterhaald waar ze zitten.
Luudwien wil nu Annie bellen. Dirk gaat met haar mee naar een café, en terwijl Dirk de stamgasten vermaakt belt Luudwien Annie. Annie is bereid hen naar een plek te brengen bij Gendringen, waar een weg die niet meer in gebruik is naar Duitsland loopt. En omdat de weg niet meer wordt gebruikt, is er geen grenspost. Maar Huib, die voortdurend in de omgeving rondhangt, blijkt ook in het café, en probeert Dirk uit te horen. Dirk, die vroeger door Huib zijn artikelen totaal de grond in is geboord, weigert medewerking en doet alsof hij de kinderen niet kent. De volgende dag is Dirk doodziek maar de kinderen willen hem niet achterlaten en besluiten hem naar Duitsland mee te nemen.
Annie pikt de groep op en rijdt naar de grens. Huib herkent haar auto echter en achtervolgt haar. Aanvankelijk denkt hij dat Annie de kinderen terug wil brengen, maar al snel blijkt ze naar de grens te rijden. De groep wordt door Annie afgezet bij de grens maar treuzelt te lang. Aan de Duitse kant verschijnt douane, en aan de Nederlandse kant politie: Huib had hen gewaarschuwd. Zo worden de kinderen en Dirk toch nog opgepakt. Annie weigert met Huib mee terug te gaan en geeft zichzelf ook aan. Het boek eindigt met een tweede artikel van Huib Holleman, waarin wederom de feiten verdraaid worden weergegeven.

## Bewerkingen
In 1982 is er in Vlaardingen door jeugdtheater T.O.V. een stuk over opgevoerd, o.a. in buurthuis 'Hollandiagebouw', later, in 1984, is het boek ook verfilmd.
In 1984 werd er door de IKON een 5-delige televisieserie van gemaakt (die in 1987 werd herhaald), waarvoor de drie hoofdrolspelers ter voorbereiding van hun acteerwerk een zwerftocht hielden om de situatie van weglopers beter te kunnen aanvoelen. De serie, gemaakt in samenwerking met de Duitse televisie (en daar ook vertoond) werd opnieuw gemonteerd tot een speelfilm van 90 minuten die in december 1985 in première ging. 
Regie: Ruud Schuitemaker en Froukje Bos - Producent: Dirk Schreiner - Muziek: Werk in Uitvoering